# Вохин, Николай Васильевич
Николай Васильевич Вохин (1790—1853) — участник Отечественной войны 1812 года; генерал-майор и действительный статский советник. Его младший брат — Пётр был генерал-лейтенантом и заседающим в Генерал-аудиториате.

## Биография
Происходил из старинного дворянского рода Новгородской губернии; родился в 1790 году в семье поручика Василия Федотовича Вохина. 
Образование получил во 2-м кадетском корпусе, из которого 15 ноября 1807 года был выпущен в артиллерию.
В 1801 году, благодаря участию в его судьбе Александра I, он был зачислен во 2-й кадетский корпус. По окончании курса наук в ноябре 1807 года Н. Вохин поступил на службу. В июне 1808 года молодой офицер уже участвует в первом бою во время русско-шведской войны.
В 1812 году Вохин в чине подпоручика артиллерии принял участие в отражении нашествия Наполеона в Россию и за отличия в сражениях с французами под Салтановкой и Смоленском был 24 августа награждён золотой шпагой с надписью «За храбрость».
В 1823 году Вохин был произведён в полковники и затем назначен командиром 2-й учебной бригады военных кантонистов. 6 декабря 1834 года произведён в генерал-майоры, а 3 декабря того же года за беспорочную выслугу 25 лет в офицерских чинах был награждён орденом Святого Георгия 4-й степени (№ 4976 по кавалерскому списку Григоровича — Степанова). В 1837 году получил знак отличия за XXV лет беспорочной службы.
На военной службе находился по 1841 год, затем вышел в отставку, но вскоре поступил на гражданскую службу с зачислением в ведомство Министерства внутренних дел и был переименован в действительные статские советники (со старшинством с 3 апреля 1835 года).
Вновь вышел в отставку после марта 1846 года, проживал в своём имении в селе Булаево. В 1850 году на выставке Вольного экономического общества фрукты из Булаево были удостоены большой серебряной медали.
Н. В. Вохин был страстный любитель садоводства, сады его и оранжереи считались образцовыми.
Скончался 19 (31) декабря 1853 года в своём имении.
Имел троих сыновей, из них старший Николай Николаевич (1829—1913) окончил Императорское училище правоведения, в чине действительного статского советника был членом Консультации при Министерстве юстиции, занимал пост Псковского уездного предводителя дворянства; Фёдор Николаевич (умер 7 мая 1904), женатый на Марии Ивановне Стелинговской, также достиг чина действительного статского советника.

## Награды
За свою службу Вохин был награждён рядом орденов, в их числе:
- Золотая шпага с надписью «За храбрость»
- Орден Святой Анны 3-й степени (с 1815 года — 4-й степени) (1812 год)
- Орден Святой Анны 2-й степени (1824 год)
- Орден Святого Георгия 4-й степени (3 декабря 1834 года)

## Сочинения
- Записки генерал-майора Николая Васильевича Вохина // Русская старина. — 1891. — № 3 (март). — С. 547—565.